# Hartmut Handschak
Hartmut Handschak (* 1961 in Guteborn) ist ein deutscher Kommunalpolitiker (parteilos) und seit 2019 Landrat des Saalekreises in Sachsen-Anhalt. Als Stellvertreter (seit 2015) seines Vorgängers Frank Bannert vertrat er diesen von 2017 bis zu dessen Tod 2019.

## Werdegang
Handschak stammt aus der Lausitz und studierte in Merseburg Verfahrenstechnik. Nach Berufstätigkeit als Ingenieur bei der IMO Merseburg (von 1987 bis 1989) war er ab 1991 Mitglied der Kreisverwaltung (damals Landkreis Merseburg, später Landkreis Merseburg-Querfurt bzw. Saalekreis). Hier hatte er verschiedene Positionen inne, so leitete er von 1994 bis 2007 das Umweltamt und wurde dann Dezernent für Kreisentwicklung. Er wurde 2015 als Stellvertreter des Landrats gewählt. Er vertrat von 2017 bis 2019 den erkrankten Landrat Frank Bannert. Nach dem Tod Bannerts im Juli 2019 kandidierte der parteilose Handschak bei der Landratswahl am 29. September 2019. Seine Kandidatur wurde von CDU, SPD und FDP unterstützt. Er gewann die Wahl mit 54,49 % der Stimmen gegen vier Mitbewerber.

## Leben
Handschak ist verheiratet und Vater eines Sohnes. Er lebt in Merseburg.